# (184064) Miner
(184064) Miner est un astéroïde de la ceinture principale.

## Description
(184064) Miner est un astéroïde de la ceinture principale. Il fut découvert le 10 avril 2004 à Wrightwood par James Whitney Young. Il présente une orbite caractérisée par un demi-grand axe de 2,58 UA, une excentricité de 0,17 et une inclinaison de 1,9° par rapport à l'écliptique.